# Communist Party of India (Marxist-Leninist) New Democracy

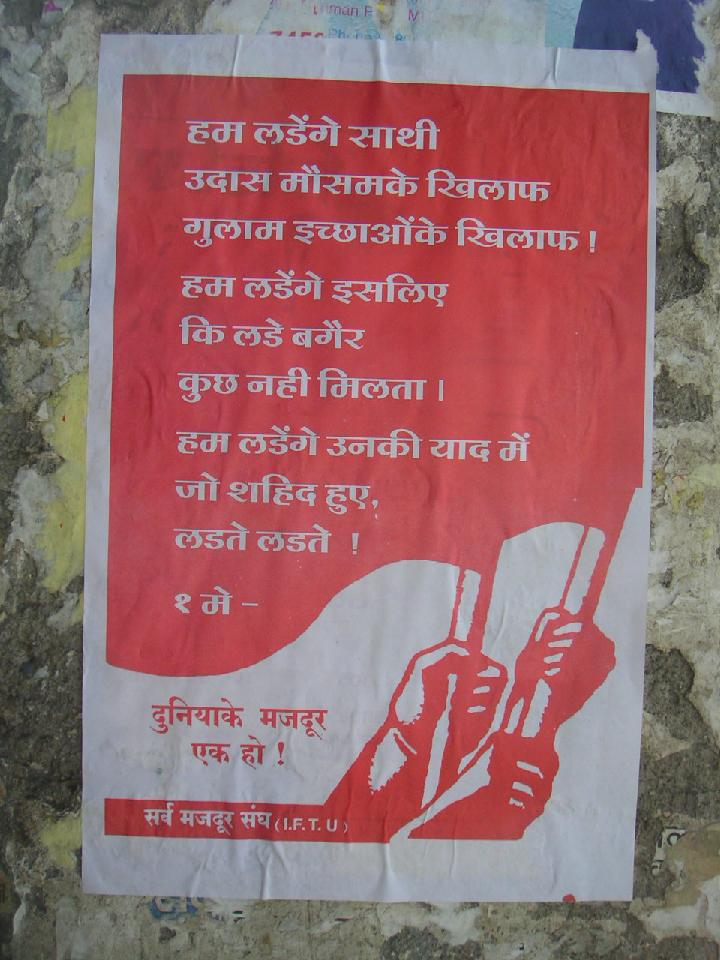
IFTU 1 majaffisch.

Communist Party of India (Marxist-Leninist) New Democracy är ett kommunistiskt politiskt parti i Indien. Partiet är grundat som en utbrytning ur Chandrapulla Reddys CPI(ML) 1988. Partiets generalsekreterare är Yatendra Kumar.
Partiet är främst baserat i Andhra Pradesh, men har även avdelningar i bl.a. Västbengalen, Punjab, m.m.. Partiet har en ledamot i Andhra Pradesh delstatsförsamling, Narsaiah Gummadi från valkretsen Yellandu.
CPI(ML) ND arbetar både med legala och illegala metoder. Partiet ställer upp i val och organiserar öppna massorganisationer (särskilt den fackliga centralorganisationen Indian Federation of Trade Unions och även bonderörelsen All India Kisan-Mazdoor Sabha), men samtidigt organiserar man små gerillagrupper, s.k. dalams. På senare år har CPI(ML) ND radikaliserats och börjar fokusera alltmer på det underjordiska arbetet samtidigt som man tydligt distanserar sig alltmer från den legala vänstern och de moderata ML-grupperna.